# Ed Ward
Ed Ward, vlastním jménem Edmund, (2. listopadu 1948 – 3. května 2021) byl americký novinář a rozhlasový komentátor. Počínaje rokem 1986 je známý jako „rokenrolový historik“ pro program Fresh Air vysílaný stanicí NPR. Rovněž je jedním ze zakladatelů festivalu South by Southwest.

## Život
Vyrůstal v Eastchesteru ve státě New York a navštěvoval Antioch College. Svou kariéru hudebního publicisty zahájil v roce 1965. Působil v redakcích mnoha časopisů, včetně Crawdaddy! (1967), Rolling Stone (1970) a Creem (1971–1977) a také přispíval do novin Austin American-Statesman a The Austin Chronicle. V posledním jmenovaném deníku byl oceněn v rámci každoročního ocenění Restaurant Poll a byla podle něj pojmenována cena Ed Ward Memorial Sandwich. Společně s Geoffreym Stokesem a Kenem Tuckerem je autorem knihy Rock of Ages: The Rolling Stone History of Rock & Roll (1983). V letech 1993 a 2008 žil v Berlíně a následně se přestěhoval do Montpellier. V roce 2013 se vrátil zpět do vlasti a usadil se v Austinu. Kromě historie rokenrolu v pořadu Fresh Air přispívá také do listů The New York Times a The Wall Street Journal, stejně jako do různých hudebních magazínů.